# Volleyboll i Sverige
Volleyboll i Sverige organiseras på förbundsnivå av Svenska Volleybollförbundet, bildat 3 juni 1961. Sverige i volleyboll representeras på seniornivå av Sveriges damlandslag i volleyboll och Sveriges herrlandslag i volleyboll. 
Volleyboll kom till Sverige i olika omgångar. Bland annat genom organisationerna 4H, KFUM och Sveriges Kommunistiska Ungdomsförbund som lärde sig sporten på internationella läger, och sedan av estländare som flydde till Sverige i samband med andra världskriget. Spelet användes på läger under 1950-talet med allt vidare spridning.

## Historia

### Volleybollens intåg i Sverige
1931 tog gymnastikdirektören Henrik Lindh med sig volleybollen till Sverige efter att ha upptäckt sporten på en gymnastiklärarkongress i Berlin. Han spelade med Gubbgymnasterna i Stocksund och de spelade endast mot varandra i klubben och mötte aldrig något annat lag. 1946 fick de visa upp sporten för Riksidrottsförbundets styrelse. Herrarna i styrelsen blev inte imponerade och det dröjde 10 år tills RF sökte inträde i Internationella volleybollförbundet (FIVB) 1957, vilket var fyra år innan Svenska Volleybollförbundet bildades.
1948 anordnades den första kursen i volleyboll på Bosön av gymnastikdirektören Pontus Lindberg och hans fru Svea Lindberg. 1956 spelades det en volleybollturnering på Bosön med  sex herr- och tre damlag. Herrklassen vanns av ett lag från GCI (nuvarande Gymnastik- och idrottshögskolan) bestående av utländska studenter och damklassen vanns av hemmalaget Bosön.
En annan stor påverkan på etableringen av volleyboll var baltiska flyktingar som kom till Sverige under andra världskriget. Den 22 september 1948 bildades den första klubben, Köpings Lettiska YMCA, som senare kom att bli Kolbäcks VK. På tidigt 1950-tal spelade en grupp estländare volleyboll i Engelbrekts folkskola, däribland Einar Hamberg som senare var högst delaktig i volleybollförbundets bildande. Denna period började 4H och Svenska Frisksportförbundet med volleyboll i sin verksamhet och i slutet av 1950-talet startade Kumlaspelen, där lagen kunde möta varandra. Köping startade 1958 även DV-pokalen som blev en årlig tävling och som hjälpte fler lag från olika delar av Södermanland, Västmanland och Västsverige att få kontakt med varandra.
En bidragande orsak till spridningen av volleybollen i Sverige var de ideella organisationerna JUF och 4H som startade upp serier på 1950-talet. Under våren 1956 startades JUF-serien för de äldre och 4H-serien för 16 år och yngre. I början av 1960-talet var ett 40-tal lag i spel i ett nu gemensamt seriesystem för JUF och 4H. Volleybollen fick även spridning genom Frisksportförbundet som 1958 hade med sporten på sitt riksläger med över 1 000 deltagare. 1958 togs volleyboll även upp som specialidrott i KFUM.

### Grundande av Svenska Volleybollförbundet
Den 3 juni 1961 vid ett möte på Bosön bildades Svenska Volleybollförbundet och Einar Hamberg blev förbundets första ordförande, en roll han kom att ha fram till 1969. Den 10 och 11 september 1961 hölls de första inofficiella SM-tävlingarna på Bosön, med följande resultat:
| Herrar 1. Bergsholmsklubben 2. Sollentuna VK 3. Volleybollklubben 1960 4. Kallhälls BK | Damer 1. Norrtälje BF, lag 1 2. Norrtälje BF, lag 2 3. Sundsvalls BIF 4. Bergsholmsklubben 5. SHL Sigtuna |

Den första officiella SM-tävlingen i volleyboll hölls för herrar mellan den 29 och 30 september 1962 i Häggviksskolan i Sollentuna och i Solnahallen. Den första tävlingen för damer hölls följande helg i Norrtälje sporthall. Herrarnas första upplaga vanns av Kolbäcks VK efter finalvinst över Kallhälls BK med 3–2 i set. Damernas motsvarighet vanns av Bosöns IK efter finalvinst med tre raka set mot Inkerin Kerho från Borås. Från och med 1963 spelades sedan mästerskapet som en serie och under de första 10 åren var Kolbäcks VK, Bosöns IK och Lidingö SK de mest framträdande lagen.
Åtta år efter bildandet av Svenska Volleybollförbundet, 1969, var volleyboll den snabbast växande sporten i Sverige. Efter 10 år fanns det 357 klubbar och det kan jämföras med ishockeyn där det fanns 35 klubbar samma tid efter att Svenska Ishockeyförbundet grundats.
| Första SM-vinnarna i herrarnas tävling |
| -------------------------------------- |
| Haralds Alksnis                        |
| Georg Bakos                            |
| Eriks Darzins                          |
| Bernhard Granback                      |
| Algis Jovert                           |
| Ilgonis Kalnins                        |
| Ilgvars Tilmanis                       |
| Lennart Westerberg                     |
| Lagledare: Francis Malnacs             |

### Första landslagsmatcherna
Sverige skickade sitt första landslag utomlands under påsken 1962 till nordiska mästerskapen i Köpenhamn. Den första landskampen spelades den 19 april 1962 mot Finland och förlorades stort med 3–0 i set (15–3, 15–1, 15–3). Sverige förlorade även mot Danmark och ett utomstående lag från Hannover i tävlingen. Nästa internationella tävling var Europacupen i Ålborg i januari 1964 då det blev förlustmatcher mot Nederländerna och Danmark.
Under 2 och 3 maj 1964 spelades de första landskamperna i Sverige för både herrar och damer. Båda matcherna förlorades dock med 3–0 i set mot Danmark. Under hösten deltog Sverige återigen vid nordiska mästerskapen som slutade med nya förluster mot Finland och Danmark. Vid NM fick Sverige även sin första internationella domare i Sten Lindberg. Under pingsthelgen 1965 vann både herr- och damlandslaget sina första matcher efter att båda lagen besegrade Norge med 3–0 i set. Följande år fortsatte framstegen för Sverige då herrlaget för första gången besegrade Danmark och damerna för första gången deltog i nordiska mästerskapen. Under 1966 infördes även tävlingar i junior-SM.
1967 spelade damlandslaget sin första match utanför Norden mot Västtyskland. Sverige gjorde under året sin internationella tävlingsdebut vid EM i Turkiet mellan den 26 oktober och 8 november. Herrlandslaget vann en match över Österrike, medan damlandslaget förlorade samtliga sina matcher i sin debutturnering.
Den 4–11 april 1971 anordnade Sverige sin första internationella turnering, Spring Cup.

## Varianter av volleyboll

### Inomhusvolleyboll
Sveriges herrar och damer deltog i flera Europamästerskap för damer och herrar under 1960- och 70-talen, första gången 1967. Sveriges herrar nådde under andra halvan av 1980-talet och första halvan av 1990-talet stora framgångar, och tillhörde världseliten. EM-slutspel 1987, 1989, 1991 och 1993, med bland annat silver i Stockholm 1989, varvades med deltagande i OS 1988 och VM 1990 och 1994. Den 21 maj 1995 förlorade Sverige en direkt avgörande EM-kvalmatch hemma mot Jugoslavien med 0-3, och sedan sjönk snabbt lagens spelstandard de kommande åren med en lång period utan deltagande i internationella mästerskap. Damlandslaget kvalificerade sig till EM 2021 och nådde där oväntat en kvartsfinal. I viktig faktor för damlagets framgångar är dess storstjärna Isabelle Haak, som tillhör världens främsta spelare.

### Ungdomsserier
Ungdomar spelar volleyboll i klasserna U16, U18och U20 alltså under 16 etc.

### Volleyboll fyrmanna[19]
Ungdomar under 15 år kan spela fyrmanna volleyboll (tidigare känt som Volley 2000), med något modifierade regler, bland annat 3-4 spelare, en studs tillåten och näthöjd 2,00 m. Spelet uppfanns i Sollentuna VK på 1980-talet. Nationella mästerskap för spelas årligen, för närvarande i Örebro men tidigare i Falköping. Internationella turneringar förekommer med klubblag från olika länder.

### Kidsvolley
Barn 6-9 år kan spela Kidsvolley, ett enklare spel där man till exempel får hålla fast bollen. 
Spelet uppfanns i Danmark 2001 och kom till Sverige 2006, och är idag en etablerad spelform för de yngre åldrarna som också uppmärksammats internationellt. Kidsvolley är uppdelad i fyra nivåer, level 1,2, 3 och 4. 

### PopVolley
PopVolley motsvarar i mångt och mycket Level 6 i fyrmanna ungdomsvolleyboll. Konceptet introducerades 13 december 2016. Första turneringen i Sverige arrangerades i Göteborg 29 december 2016.

### Beachvolleyboll
På Sveriges västkust spelas flera av de större svenska tävlingarna i beachvolleyboll.
Sveriges största beachvolleybollklubb är Göteborgs Beachvolley Club.[källa behövs]

## Utbildning
Svenska Volleybollförbundet ansvarar tillsammans med distriktsförbunden och lokala klubbar för tränarutbildning. Ållebergsgymnasiet i Falköping är riksidrottsgymnasium.
Det finns också flera gymnasieskolor som har nationell godkänd idrottsutbildning i volleyboll: Celsiusskolan (Uppsala), Falkenbergs gymnasieskola (Falkenberg), Lindeskolan (Lindesberg), Solna gymnasium (Solna), Maja Beskowgymnasiet (Umeå), Sandagymnasiet (Jönköping) samt Sannarpsgymnasiet (Halmstad).

## Turneringar
Svenska mästare har blivit korade sedan 1961. Mästarna utses genom spel i Elitserien på både dam och herrsidan (se Elitserien i volleyboll för damer respektive Elitserien i volleyboll för herrar). Serien spelar enligt ett internationellt vanligt förekommande format med först en grundserie och sedan slutspel med de åtta bäst placerade lagen i serien. Mesta mästarna i volleyboll är Lidingö SK på herrsidan med 18 SM-guld, och på damsidan 	Sollentuna VK med 19 guld. Serienivån under elitserien heter Division 1 och består av en norr- och en söderserie. 
Grand Prix i volleyboll spelas sedan 1997/1998. Turneringen spelas kring årsskiftet mellan de bäst placerade lagen i Elitserien efter att första halvan av serien spelats. Sedan 2023 spelas en supercupen i början av säsongen.